# Nikołaj Gumilow

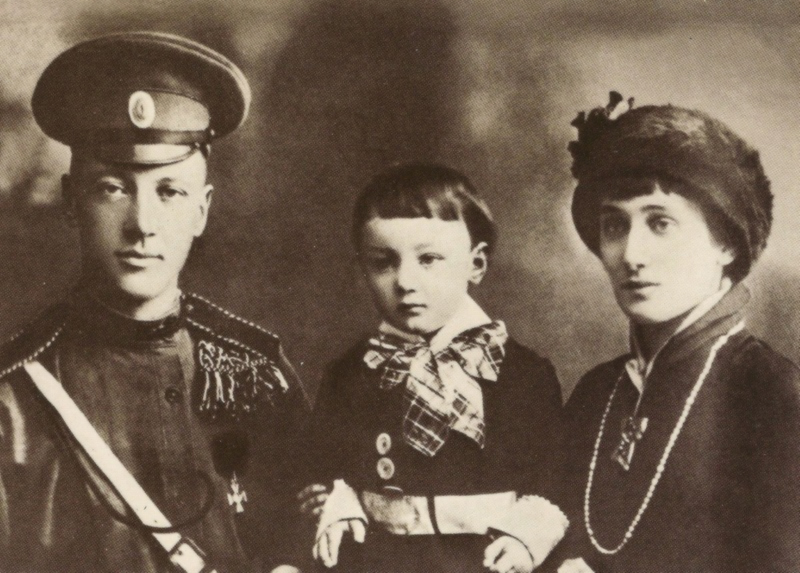
Nikołaj Gumilow z żoną Anną Achmatową i synem Lwem w Carskim Siole 1916

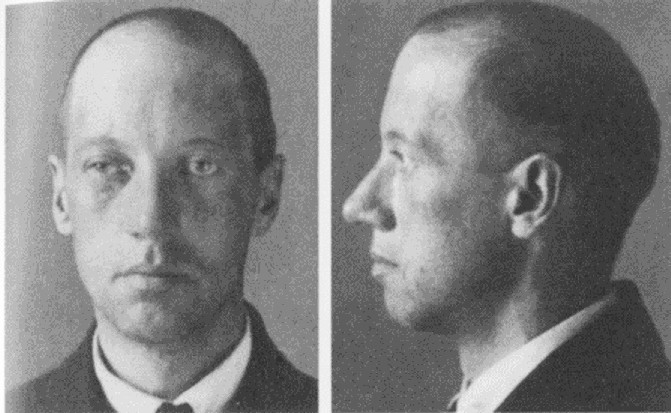
Nikołaj Gumilow po aresztowaniu przez Czeka 1921

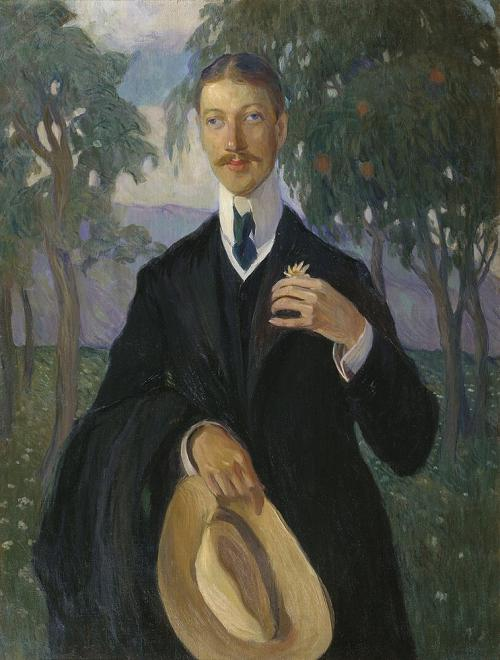
Portret Nikołaja Gumilowa autorstwa Olgi Della-Vos-Kardowskajej, 1909

Nikołaj Stiepanowicz Gumilow (ros. Николай Степанович Гумилëв; ur. 22 marca?/3 kwietnia 1886 w Kronsztadzie, zm. 24 sierpnia 1921 lub później koło Petersburga) – jeden z czołowych rosyjskich poetów srebrnego wieku, współtwórca i praktyk akmeizmu, współzałożyciel czasopisma tego ruchu Apołłon i grupy akmeistów. Stracony za rzekomy udział w spisku białogwardyjskim.

## Życiorys
Urodził się w Kronsztadzie, w rodzinie lekarza marynarki wojennej. Od dzieciństwa był słabym i chorowitym dzieckiem, cierpiał na ciągłe bóle głowy, reagował negatywnie na hałas. Unikał uczestniczenia w zabawach z rówieśnikami, wolał samotność lub towarzystwo zwierząt – „rudego psa, papug, świnek morskich”. W 1894 roku wstąpił do szkoły, której dyrektorem był słynny poeta Innokientij Annienski, symbolista.
W latach 1900–1903 mieszkał w Gruzji, wysłany tam przez ojca. Tutaj w „Posłańcu Tyfliskim” 8 września 1902 roku opublikował swój pierwszy wiersz „Я в лес бежал из городов” (Do lasu pobiegłem z miasta). Zaczął uczęszczać do znanego gimnazjum Guriewicza, ale po roku zachorował i rodzice przysłali mu korepetytora, który zauważył upodobanie Gumilowa do zoologii i geografii.
Nikołaj Gumilow w 1907 wyjechał do Paryża, gdzie studiował literaturę francuską na Sorbonie. W czasopiśmie „Sirius” opublikował wtedy (1908) drugi tom wierszy Romantyczne kwiaty (Романтические цветы). Jego pierwsze utwory cechują nawiązania do poetyki parnasistów (w Rosji reprezentowanej przez Walerija Briusowa).
W 1908 roku odbył pierwszą podróż do Egiptu, która zainspirowała go Afryką. Motywy afrykańskie wprowadził do poezji rosyjskiej. Kolejne wyprawy zimą 1909/1910 i 1910/1911 do Abisynii zaowocowały cyklem wierszy Pieśni abisyńskie (Абиссинские песни), opublikowanych w zbiorze Obce niebo (Чужое небо, 1912).
W 1909 Gumilow przeniósł się na wydział historyczno-filozoficzny Uniwersytetu w Sankt Petersburgu, odbył też pojedynek z poetą Maksymilianem Wołoszynem o listy, które miał otrzymywać od poetki Cherubiny de Gabriak (w której wierszach się zakochał), w rzeczywistości nauczycielki Elizawiety Dmitriewej. Prawdopodobnie i wiersze i listy pisał sam Wołoszyn. W 1910 wydał zbiór wierszy Perły (Жемчуга), do którego przedmowę napisał Briusow. Stał się postacią znaną na petersburskiej scenie literackiej. Ożenił się w tym samym roku z Anną Achmatową (1889–1966) (mieli syna Lwa, późniejszego historyka i orientalistę). Wraz z nią i Osipem Mandelsztamem reprezentował kierunek poetycki znany pod nazwą akmeizmu, wspólnie założyli też w 1911 Gildię poetów (Цех поэтов). Tworzył programowe manifesty tego ruchu – akmeistyczny magazyn „Apollo” wydał Manifest dziedzictwa symbolizmu i akmeizmu.
W 1913 roku Gumilow odbył podróż badawczą do Afryki wspólnie z naukowcami, myśliwymi i poszukiwaczami przygód. W 1913 urodził się także jego syn Orest Wysocki ze związku z Olgą Wysocką (1885–1966).
Od 1914 służył ochotniczo w pułku ułanów lejbgwardii. W czasie służby dwukrotnie został odznaczony Krzyżem świętego Jerzego. Wraz z rozpoczęciem I wojny światowej Gumilow publikuje swoje Notatki kawalerzysty (Записки кавалериста). Podczas wojny opublikował dwa zbiory poezji, w 1916 Kołczan (Колчан) i w 1918 Ognisko (Костер).
Na początku rewolucji Gumilow pozostał w swojej jednostce w Paryżu i Londynie. Wrócił jednak do Petersburga, gdzie od razu zaangażował się w życie literackie. W 1918 rozwiódł się z Achmatową i poślubił Аnnę Engelhardt (1895–1942), z którą miał córkę Helenę (obie zmarły z głodu w oblężonym Leningradzie). Został członkiem redakcji wydawnictwa literatury światowej (Всемирная литература). Dla jego potrzeb przetłumaczył Epos o Gilgameszu, dzieła Heinego i Coleridge’a na język rosyjski. Ponadto wykładał poezję i teorię przekładu na kursach dla młodych poetów. W 1921 został wybrany przewodniczącym oddziału Związku Poetów w Petersburgu. Opublikował też książkę Słup ognisty (Огненный столп).
Wkrótce po jej wydaniu został aresztowany przez Czeka i rozstrzelany w czasie nasilającego się czerwonego terroru pod wątpliwym zarzutem udziału w spisku kontrrewolucyjnym. Jego twórczość przez długie lata była w ZSRR zakazana.
Na język polski jego utwory tłumaczyli m.in. Leszek Engelking, Leopold Lewin, Seweryn Pollak i Adam Pomorski.

## Wybrana twórczość
| - 1901 - Gory i uszczelja (ros. Горы и ущелья) - 1905 - Put' konkwistadorow (ros. Путь конквистадоров) - 1907 - Romanticzeskije cwiety (ros. Романтические цветы) - 1910 - Żemczuga (ros. Жемчуга) - 1912 - Czużoje niebo (ros. Чужое небо) - 1916 - Kołczan (ros. Колчан) - 1918: - Kostior (ros. Костёр) - Farforowyj pawilon (ros. Фарфоровый павильон) - 1921: - Szatior (ros. Шатёр) - Ogniennyj stołp (ros. Огненный столп) - 1923 - K siniej zwiezdie (ros. К синей звезде) - 1910 - Otkrytije Amieriki (ros. Открытие Америки) - 1918: - Mik (ros. Мик) - Iz poemy "Dwa sna" (ros. Из поэмы «Два сна») - 1921 - Poema naczała (ros. Поэма начала) - 1908 - Achiłł i Odissiej (ros. Ахилл и Одиссей) - 1912 - Don Żuan w Jegiptie (ros. Дон Жуан в Египте) - 1913: - Igra (ros. Игра) - Aktieon (ros. Актеон) - 1917 - Gondła (ros. Гондла) - 1918: - Ditia Ałłacha (ros. Дитя Аллаха) - Zatruta tunika (ros. Отравленная туника) - Dieriewo priewraszczenij (ros. Дерево превращений) - 1919 - Krasota Morni (ros. Красота Морни) - 1920 - Ochota na nosoroga (ros. Охота на носорога) - Zielonyj tiulpan (ros. Зелёный тюльпан) - 1914-1915 - Zapiski kawalerista (ros. Записки кавалериста) - 1909-1916 - Tien' ot palmy (ros. Тень от пальмы) - zbiór nowel i opowiadań. Zawiera następujące utwory: - Radosti ziemnoj lubwi (ros. Радости земной любви) - Princessa Zara (ros. Принцесса Зара) - Zołotoj rycar' (ros. Золотой рыцарь) - Poslednij pridwornyj poet (ros. Последний придворный поэт) - Czornyj Dik (ros. Чёрный Дик) - Doczeri Kaina (ros. Дочери Каина) - Lesnoj djawoł (ros. Лесной дьявол) - Skripka Stradiwariusa (ros. Скрипка Страдивариуса) - Putieszestwije w stranu efira (ros. Путешествие в страну эфира) - Afrikanskaja ochota (ros. Африканская охота) - 1917 - Czornyj gienierał (ros. Чёрный генерал) - Wiesiołyje bratja (ros. Весёлые братья) - Afrikanskij dniewnik (ros. Африканский дневник) - Wwierch po Niłu (ros. Вверх по Нилу) - Karty (ros. Карты) - Diewkalion (ros. Девкалион) - Gibieli obrieczonnyje (ros. Гибели обречённые) | - Żyzn' sticha (ros. Жизнь стиха) - Nasledije simwolizma i akmieizm (ros. Наследие символизма и акмеизм) - Czitatiel (ros. Читатель) - Anatomija stichotworienija (ros. Анатомия стихотворения) - O stichotwornych pieriewodach (ros. О стихотворных переводах) - Annienskij - kritik (ros. Анненский — критик) - O prozie M. Kuzmina (ros. О прозе М. Кузмина) - O rasskazach S. Auslendiera (ros. О рассказах С. Ауслендера) - Dramaticzeskije proizwiedienija Bar. M. Liwien (ros. Драматические произведения Бар. М. Ливен) - O sowriemiennoj poezii (ros. О современной поэзии) - Stati i zamietki o russkoj poezii (ros. Статьи и заметки о русской поэзии) - O Wiercharnie (ros. О Верхарне) - O francuzskoj poezii XIX wieka (ros. О французской поэзии XIX века) - Tieofil Gotje (ros. Теофиль Готье) - Wjele-Grifien (ros. Вьеле-Грифен) - Gilgamesz, wawiłonskij epos (ros. Гильгамеш, вавилонский эпос) - Poema o starom moriakie S.T. Kolridża (ros. Поэма о старом моряке С. Т. Кольриджа) - Bałłady Robierta Sauti (ros. Баллады Роберта Саути) - Francuzskije narodnyje piesni (ros. Французские народные песни) - Wystawka nowogo russkogo iskusstwa w Pariże (ros. Выставка нового русского искусства в Париже) - Dwa sałona (ros. Два салона) - Po powodu "sałona" Makowskogo (ros. По поводу «салона» Маковского) - Umier li Mienielik? (ros. Умер ли Менелик?) - Zapiska ob Abissinii (ros. Записка об Абиссинии) |  |